# Lluís Serra i Llansana
Lluís Serra i Llansana (Igualada, 1948) és un germà marista psicòleg, teòleg i filòsof que actualment és secretari general de la Unió de Religiosos de Catalunya.
És doctor en Psicologia per la Universitat Ramon Llull i llicenciat en Teologia per la Pontifícia Universitat Gregoriana de Roma i en filosofia per la Universitat de Barcelona. El 2016 és el director del Centre de Vida Religiosa i Espiritualitat i secretari general de la Unió de Religiosos de Catalunya. També és professor de la Facultat de Teologia de Catalunya, de l'Institut Superior de Ciències Religioses de Barcelona, Espailúdic i l'Auga. Columnista a Catalunya Cristiana i tertulià de Ràdio Estel, ha publicat llibres com El enegrama de las pasiones i Códigos del despertar interior.